# Rio São João (vattendrag i Brasilien, Paraná, lat -25,86, long -48,73)
Rio São João är ett vattendrag i Brasilien.   Det ligger i delstaten Paraná, i den södra delen av landet, 1 100 km söder om huvudstaden Brasília.
I omgivningarna runt Rio São João växer i huvudsak städsegrön lövskog. Runt Rio São João är det ganska glesbefolkat, med 32 invånare per kvadratkilometer.